# Rob Bell
Robert "Rob" Bell, född den 30 april 1979 i Newcastle, England, är en brittisk racerförare.

## Racingkarriär
Bell blev femma i brittiska Formel Renault 2002, vilket han följde upp med ännu en femteplats i Formel Renault V6 2004. Efter det satsade Bell på GT-racing, där han var oerhört framgångsrik under den senare delen av 2000-talets första decennium. Han vann 2007 och 2008, båda gångerna faktiskt ensam, eftersom hans medförare ändrades under åren.